# 蛇穴山古墳
蛇穴山古墳（じゃけつざんこふん）は、群馬県前橋市総社町総社にある古墳。形状は方墳。総社古墳群を構成する古墳の1つ。国の史跡に指定されている（史跡「総社古墳群」のうち）。

## 概要
| 支群 | 古墳名        | 形状       | 規模      | 埋葬施設       | 築造時期 | 史跡指定 |
| ---- | ------------- | ---------- | --------- | -------------- | -------- | -------- |
| 北   | 遠見山古墳    | 前方後円墳 | 墳丘長88m | 竪穴式石室?    | 5c後半   | 国史跡   |
| 南   | 王山古墳      | 前方後円墳 | 墳丘長76m | 横穴式石室     | 6c初頭   | 市史跡   |
| 南   | 王河原山古墳? | 前方後円墳 |           |                |          | （消滅） |
| 北   | 二子山古墳    | 前方後円墳 | 墳丘長90m | 横穴式石室2基  | 6c後半   | 国史跡   |
| 北   | 愛宕山古墳    | 方墳       | 一辺56m   | 横穴式石室     | 7c前半   | 国史跡   |
| 北   | 宝塔山古墳    | 方墳       | 一辺66m   | 複室横穴式石室 | 7c中葉   | 国史跡   |
| 北   | 蛇穴山古墳    | 方墳       | 一辺44m   | 横穴式石室     | 7c後半   | 国史跡   |

群馬県中部、榛名山東南麓・利根川西岸の前橋台地上に築造された大型方墳である。西には宝塔山古墳が隣接する。古墳名は石室奥壁に江戸時代に刻まれた蛇の図があることに由来する。1975年（昭和50年）以降に発掘調査が実施されている。
墳形は方形で、主軸は北から東に13度振れ、一辺44メートル・高さ5メートルを測る。墳丘は3段築成と推定され、墳丘外表には葺石が認められる。また墳丘周囲には2重の周濠（周濠・外周溝）が巡らされており、周濠を含めた古墳全体としては一辺82メートルにもおよぶ。埋葬施設は両袖式の横穴式石室で、南南西方向に開口する。截石切組積みによって構築された整美な石室で、羨道を欠き玄室・前庭部のみで構成される。玄室の各面は各1枚の切石によって構築され、各石材には精巧な加工技術が認められる。古くから開口したとみられるため、石室内の副葬品は詳らかでない。
築造時期は、古墳時代終末期の7世紀後半頃と推定される。総社古墳群では宝塔山古墳に後続し、最後の大型方墳に位置づけられる。総社古墳群のうち愛宕山・宝塔山・蛇穴山の大型方墳3基は、前方後円墳終焉後の上毛野地方において他古墳とは一線を画する規模・内容であるとともに、宝塔山・蛇穴山の2基は総社古墳群の南西に所在する山王廃寺跡との間で石材の加工技術の共通性が認められる。畿内ヤマト王権との強いつながりを背景として、総社地域が古代上毛野地方（上野国）の政治的・文化的中心となり、上野国府・上野国分寺・上野国分尼寺の成立を導く過程を考察するうえで重要視される古墳になる。
古墳域は1974年（昭和49年）に国の史跡に指定されている。

## 遺跡歴
- 文和・延文年間（1352-1361年）頃、『神道集』巻8 49に「蛇塚の岩屋」の記述：本古墳の可能性（当時には開口か）[3]。
- 寛文年間（1661-1673年）、石室奥壁に蛇の刻図。
- 元禄2年（1689年）、『伊香保記』に「八郎権現のいわ屋」の記述：本古墳の可能性[3]。
- 天明6年（1786年）、『山吹日記』に記述[3]。
- 1974年（昭和49年）12月23日、国の史跡に指定[5]。
- 1975年（昭和50年）、整備事業に伴う発掘調査。方墳と判明（前橋市教育委員会、1976年に概要報告）。
- 2007・2009年度（平成19・21年度）、総社公民館建設に伴う範囲確認調査（前橋市埋蔵文化財発掘調査団、2010年に報告）[3]。
- 2021年（令和3年）10月11日、史跡範囲の追加指定[5][4]。
- 2021年度（令和3年度）、発掘調査（前橋市教育委員会、2023年に報告）[6]。
- 2022年度（令和4年度）、石室3次元記録調査（前橋市教育委員会、2023年に報告）。
- 2023-2024年度（令和5-6年度）、石室3次元記録調査（前橋市教育委員会、2025年に報告）。
- 2024年（令和6年）2月21日、既指定の史跡「二子山古墳」・「宝塔山古墳」・「蛇穴山古墳」に従来未指定であった古墳2基を追加指定して、史跡指定名称を「総社古墳群」に変更。

## 墳丘

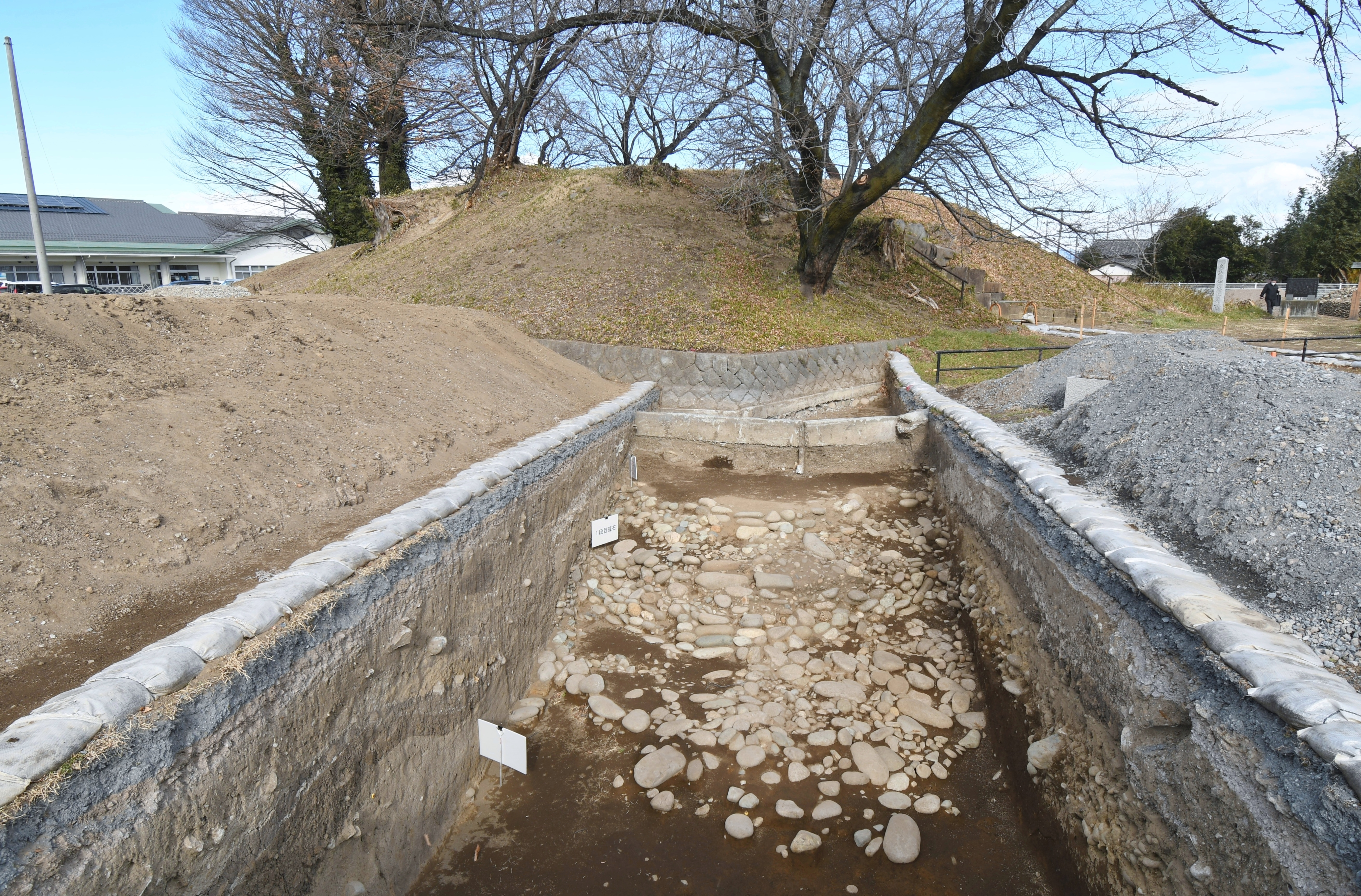
墳丘南西隅2021年度調査25トレンチ。

墳丘の規模は次の通り。
- 古墳全体：一辺82メートル
- 墳丘：一辺44メートル、高さ5メートル
- 周濠：平均幅11メートル、深さ1.1-1.9メートル
- 中堤：上幅約5メートル、下幅約6.5メートル、内側高さ1.2メートル、外側高さ0.5メートル
- 外周溝：上端幅2.8-3.3メートル（平均3.0メートル）、深さ0.2-0.6メートル

中堤では盛土は確認されておらず、地山の削り出しとみられる。中堤の内外面には葺石が施されており、扁平な礫を横方向に用いて互目積みとする。また周濠は後世に掘削を受けているため、本来の規模は明らかでない。14世紀後半の『神道集』では「蛇食池の中島にある蛇塚の岩屋」と見えるため、当時には池として改変を受けていた可能性が指摘される。
なお、西約120メートルには宝塔山古墳が所在するが、宝塔山古墳の兆域と蛇穴山古墳の兆域は距離20メートルと近接しており、両古墳の密接な関係が指摘される。ただし蛇穴山古墳では周濠外側に中堤・外周溝が認められるが、宝塔山古墳では周濠しか認められていない。また墳丘主軸は、宝塔山古墳（北から東に32度）から蛇穴山古墳（北から東に13度）で北への指向性が強まっており、7世紀中葉を境に真北への指向性が強まる上野国府・山王廃寺との関係性が指摘される。

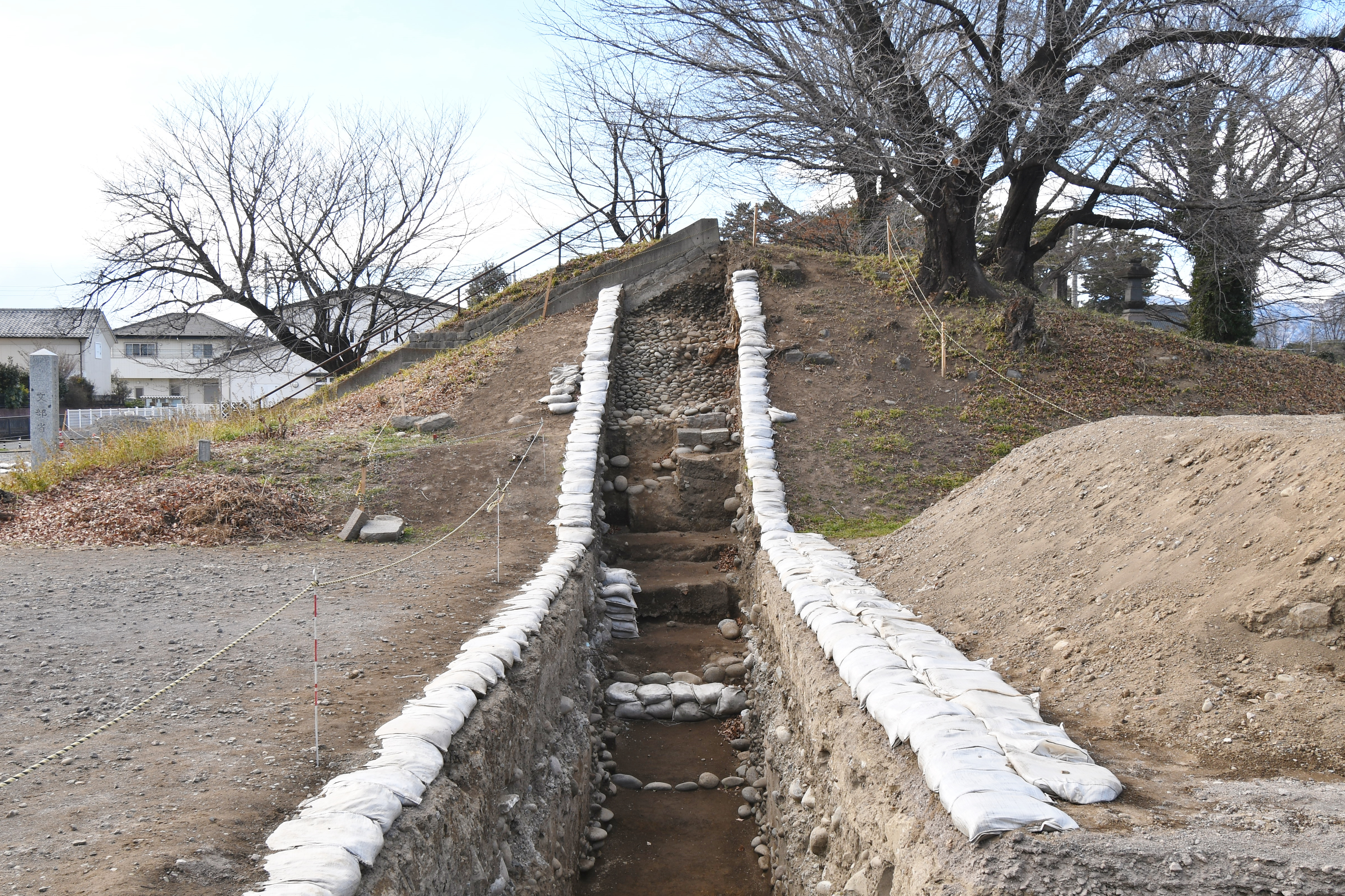
墳丘東面 2021年度調査23トレンチ。画像最下に墳丘1段目基底石列。
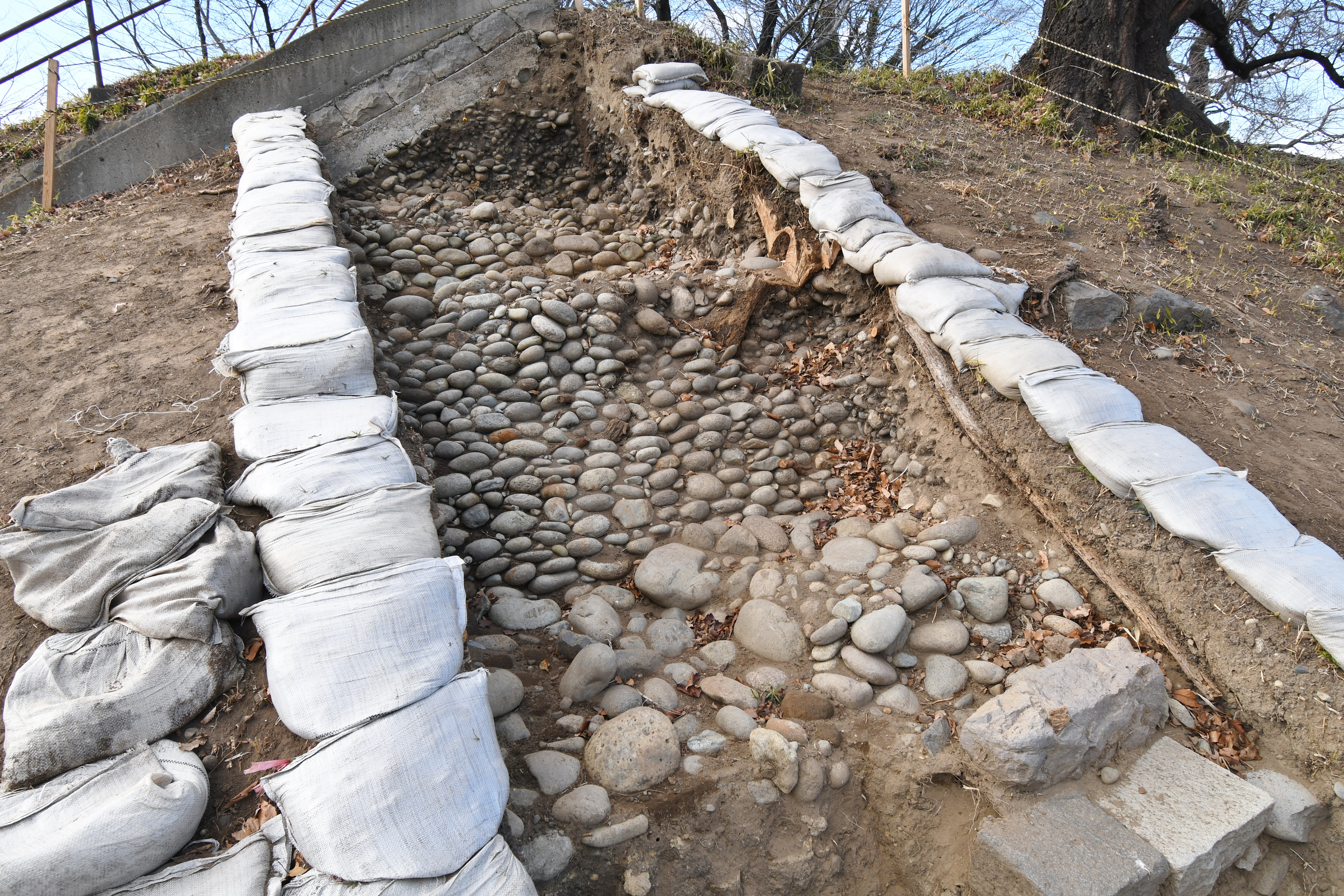
墳丘東面の葺石 2021年度調査23トレンチ。
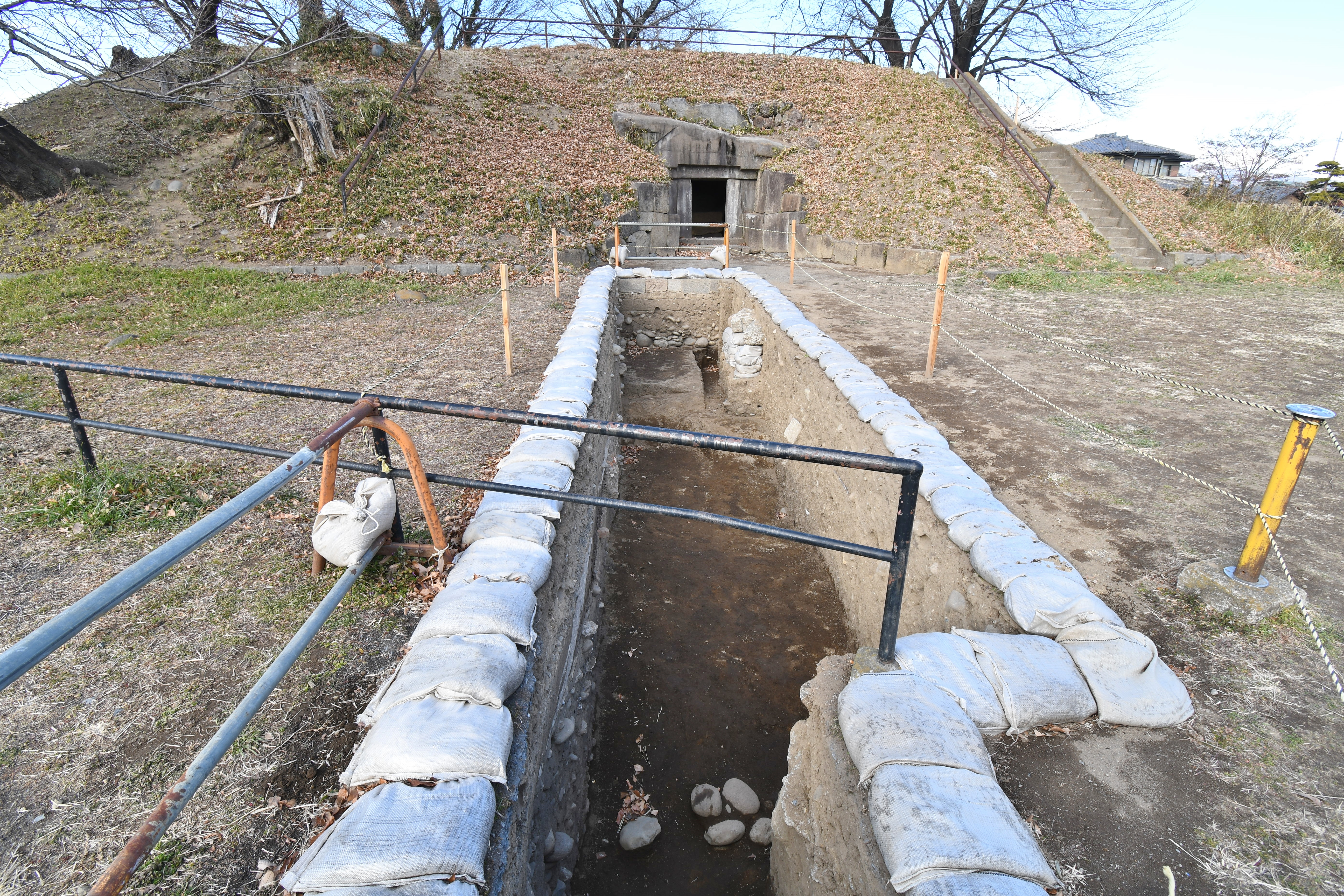
墳丘南面 2021年度調査24トレンチ。奥に石室開口部、画像最下に墳丘1段目基底石列。
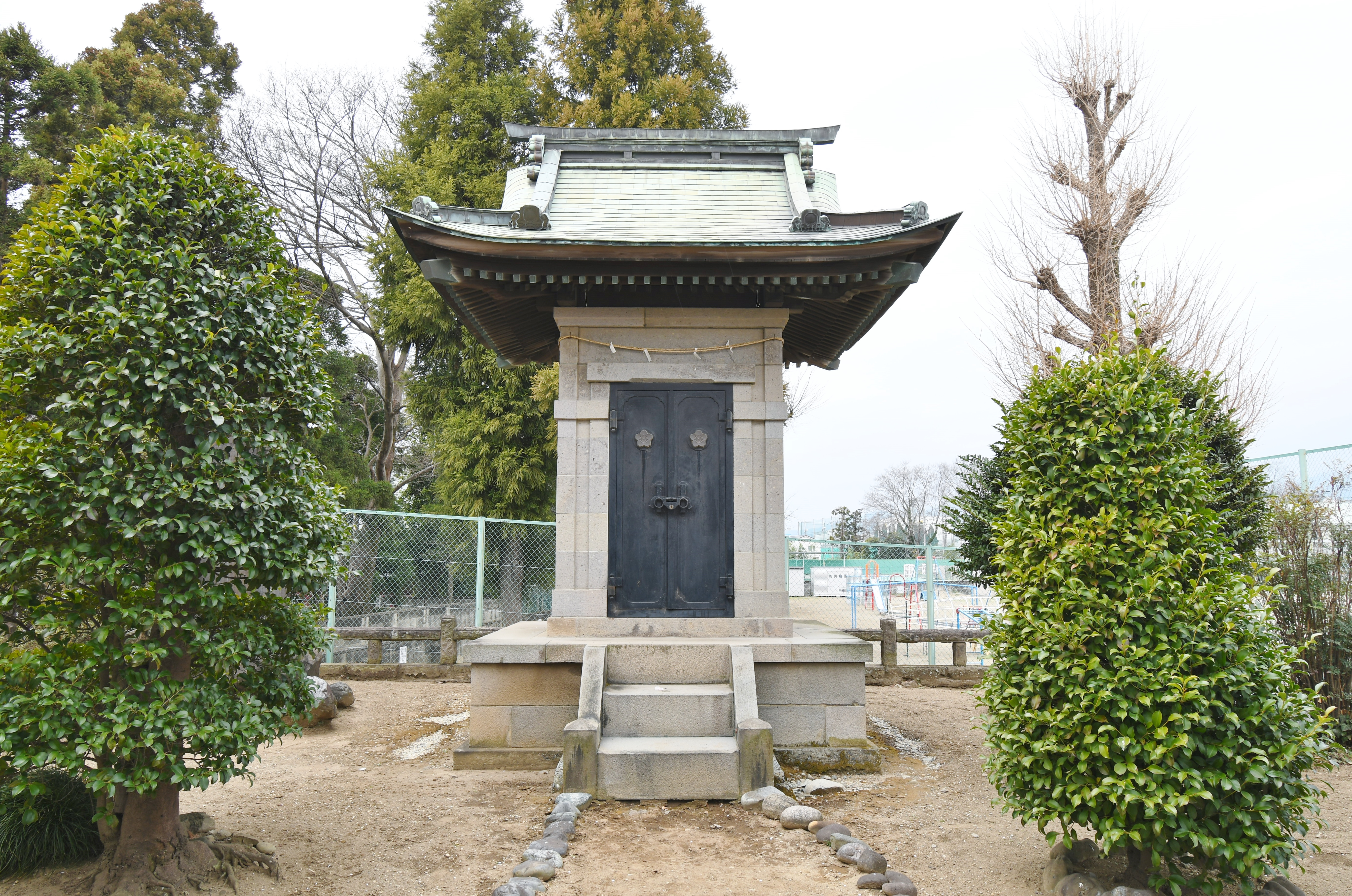
かつて墳丘上にあった旧奉安殿（現在は市立総社小学校南の御霊神社社殿）

## 埋葬施設

石室俯瞰図

石室展開図

埋葬施設としては両袖式横穴式石室が構築されており、南南西方向に開口する。羨道はなく、玄室の前面に羨道痕跡のような一区画が接続し、その前面に平面台形の前庭部が接続する。石室の規模は次の通り。
- 玄室：長さ3.00メートル、幅2.57メートル（前）・2.61メートル（奥）、高さ1.80メートル
- 小区画：長さ1.07メートル、幅1.57メートル
- 前庭部：長さ3.90メートル、幅6.30メートル（前）・2.12メートル（奥）

石室の石材は輝石安山岩の切石で、玄室は両側壁・奥壁・天井・左右玄門・冠石をいずれも各1石（計7枚）によって構築される。左右玄門には門柱が、冠石には冠木・格狭間状構造が刳り出され、玄門部の細工は扉石による閉塞構造の存在を示唆する。また石室の表面には軽い水磨きや、漆喰の塗布が認められる。玄室の奥壁付近には牛伏砂岩製の切石が据えられており、棺台と推測される。
石材には精巧な加工技術が認められることから、山王廃寺跡の塔心礎との類似性を指摘する説が挙げられている。

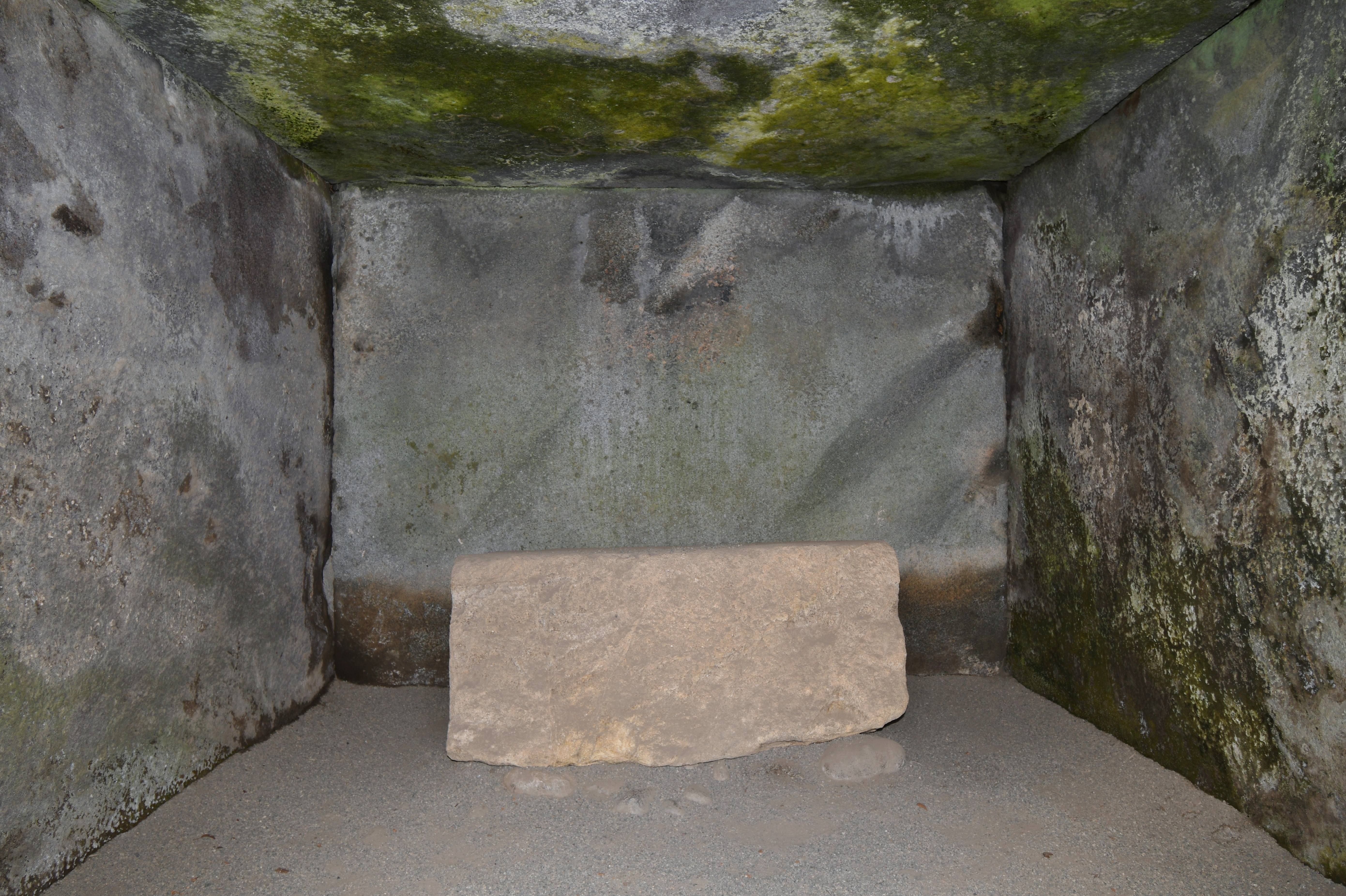
玄室（奥壁方向）
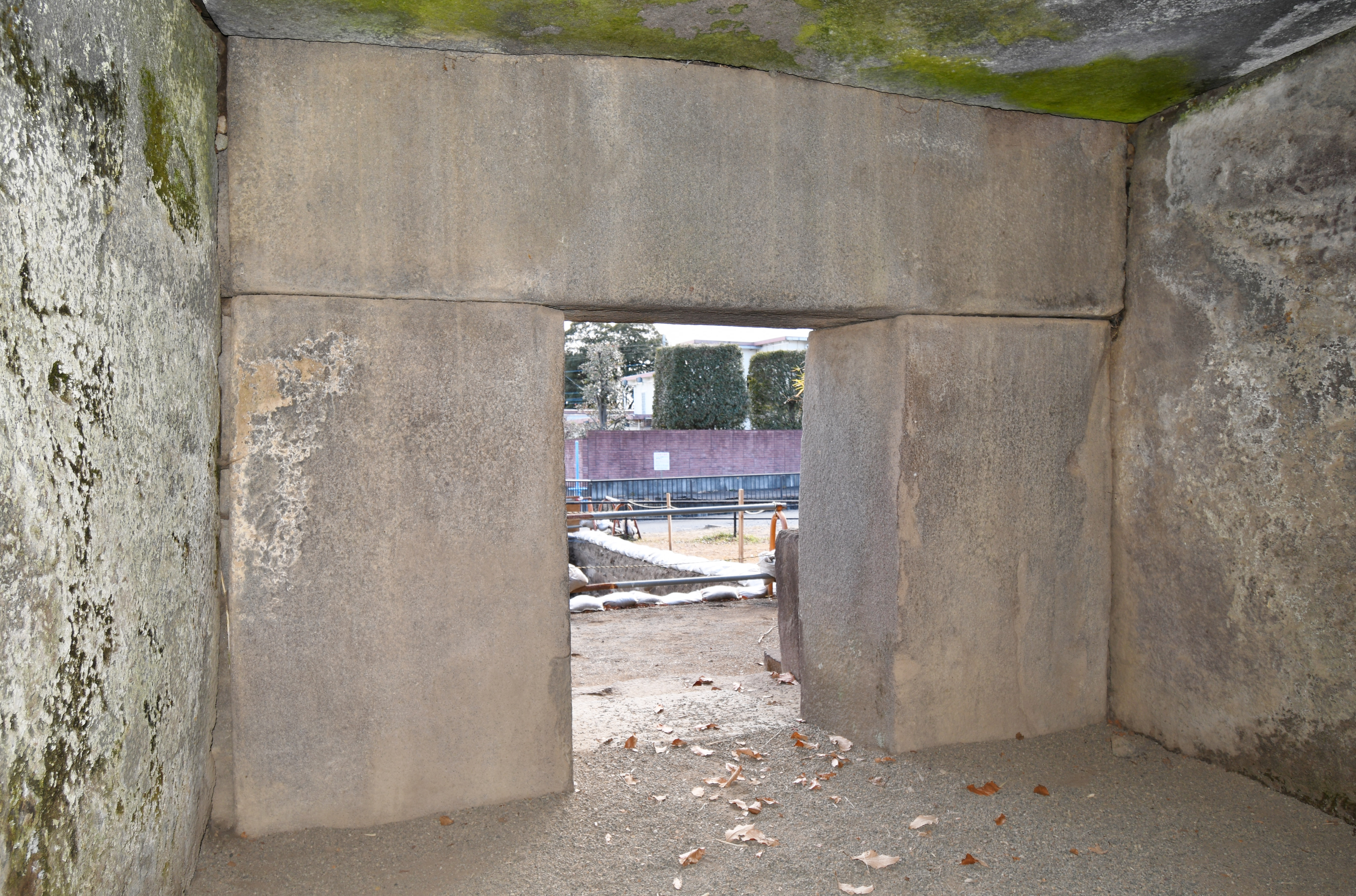
玄門（開口部方向）
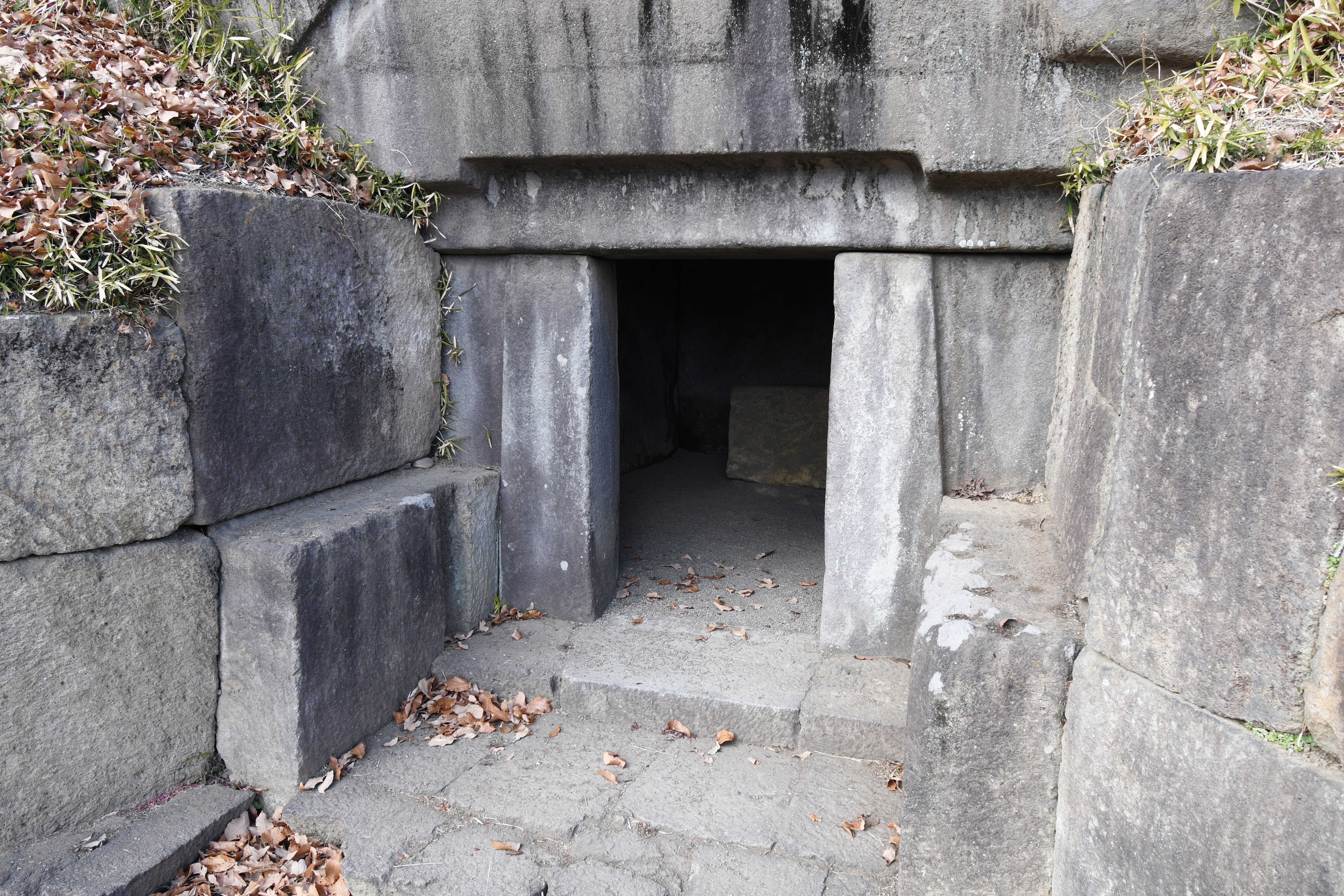
玄門（玄室方向） 玄門には門柱・冠木の刳り出しが、玄門前には扉石の刳り込みが認められる。
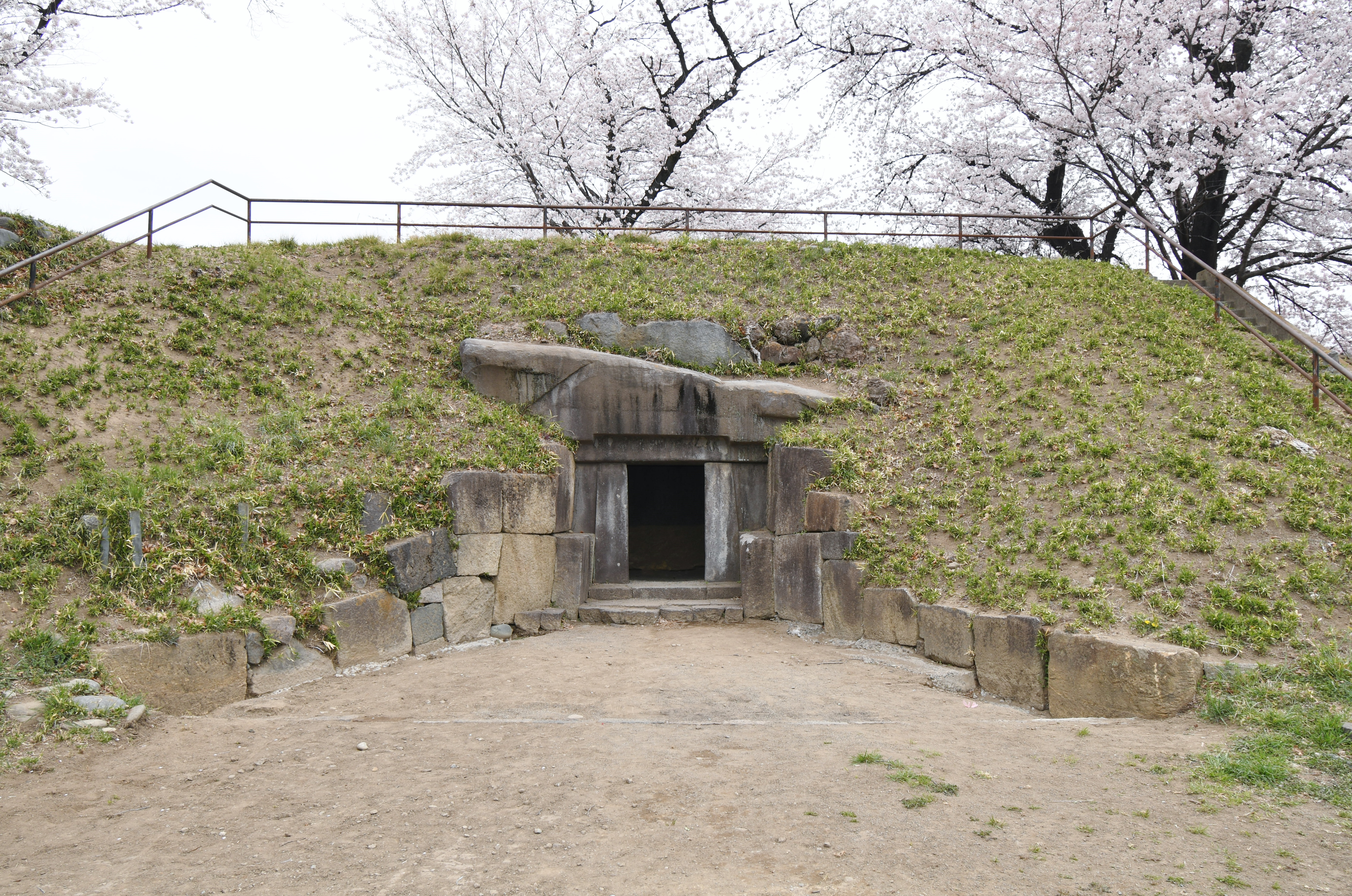
石室前庭部

## 文化財

### 国の史跡
- 蛇穴山古墳（史跡「総社古墳群」のうち）
1974年（昭和49年）12月23日、「蛇穴山古墳」として指定。
2021年（令和3年）10月11日に史跡範囲の追加指定[5]。
2024年（令和6年）2月21日、既指定の史跡「二子山古墳」・「宝塔山古墳」・「蛇穴山古墳」に遠見山古墳・愛宕山古墳の2基を追加指定して、史跡指定名称を「総社古墳群」に変更。

## 現地情報
所在地
- 群馬県前橋市総社町総社1586-1ほか

交通アクセス
- 東日本旅客鉄道（JR東日本）上越線 群馬総社駅（徒歩約20分）[10]

関連施設
- 前橋市総社歴史資料館（前橋市総社町総社） - 蛇穴山古墳の墳丘模型・石室模型を展示。

周辺
- 宝塔山古墳
- 遠見山古墳
- 総社愛宕山古墳
- 総社二子山古墳

## 関連文献
（記事執筆に使用していない関連文献）
- 『史跡 蛇穴山古墳調査概報 -文化財環境整備事業にともなう発掘調査-』前橋市教育委員会、1976年。 - リンクは奈良文化財研究所「全国文化財総覧」。
- 「蛇穴山古墳・宝塔山古墳の墳丘・周濠範囲について」『総社古墳群 範囲内容確認調査報告書I -遠見山古墳の調査-』前橋市教育委員会、2020年。 - リンクは奈良文化財研究所「全国文化財総覧」。
- 『総社古墳群 範囲内容確認調査報告書II -遠見山古墳・総社二子山古墳・愛宕山古墳・宝塔山古墳・蛇穴山古墳の調査-』前橋市教育委員会、2023年。 - リンクは奈良文化財研究所「全国文化財総覧」。
- 『総社古墳群総括報告書』前橋市教育委員会、2023年。 - リンクは奈良文化財研究所「全国文化財総覧」。
- 『総社古墳群 範囲内容確認調査報告書III -愛宕山古墳の調査・総社二子山古墳の範囲確認調査・宝塔山古墳、蛇穴山古墳の石室調査-』前橋市教育委員会、2025年。 - リンクは奈良文化財研究所「全国文化財総覧」。